# Fifty Shades of Black
Fifty Shades of Black (Brasil: 50 Tons de Preto / Portugal: As Cinquenta Sombras de Black) é um filme estado-unidense do género comédia, e paródia de Fifty Shades of Grey, lançado em 2016. Estrelado e produzido por Marlon Wayans e roteirizado Wayans e Rick Alvarez, e dirigido por Mark Tiddes.
O filme foi exibido pela primeira vez no  Festival de Cannes, segundo a revista estadunidense, The Hollywood Reporter.

## Elenco
- Marlon Wayans como Christian Black
- Kali Hawk como Hannah Steele
- Jane Seymour como Claire
- Fred Willard como Gary
- Mike Epps como Ron
- David Arvesen como BC
- King Bach como Jesse
- Mircea Monroe como Becky
- Affion Crockett como Eli Black
- Kate Miner como Ashley
- Florence Henderson como Senhora Robinson
- Dave Sheridan como Grande Mysterio

## Produção

### Desenvolvimento
Em maio de 2015, a Variety, informou que Marlon Wayans, responsável pelas franquias Todo Mundo em Pânico e Inatividade Paranormal, fará a sua paródia de Cinquenta Tons de Cinza, intitulada Fifty Shades of Black (Cinquenta Tons de Preto). E Wayans iria estrelar, produzir e roteirizar ao lado de Rick Alvarez e Mark Tiddes será o diretor.

### Filmagens
Segundo a página oficial do filme no site Internet Movie Database, as filmagens ocorrerram em Hollywood na cidade de Los Angeles,  no estado da California, nos Estados Unidos.

## Recepção

### Bilheteria
A arrecadação na bilheteria mundial foi abaixo do esperado, arrecadando apenas 22 milhões de dólares.

### Critica
Fifty Shades of Black teve recepções negativas por parte da crítica especializada. No Rotten Tomatoes, o filme recebeu uma aprovação de 7%, com base em 46 avaliações, com uma classificação média de 2.79/10. No site Metacritic, o filme tem uma nota de 28 em 100, com base em 11 críticos. No IMDb, reservado para a avaliação do público, o filme tem uma nota 3.5/10 baseado em 18.664 avaliações.